# 멈블 랩
멈블 랩(Mumble rap, "사운드클라우드 랩 (SoundCloud rap)"라고도 불림)은 2010년대에는 온라인 오디오 배포 플랫폼인 사운드클라우드에 널리 퍼진 느슨하게 정의된 힙합의 소규모 장르이다.
이 용어는 아티스트에 의한 중얼거림 또는 불명확한 보컬 전달을 의미한다. 그리고 일반적으로 이 장르의 전통적인 강조를 공유하지 않는 래퍼들을 지칭할 수 있다.
그 용어는 부정확하거나 경멸적인 용어로 널리 비판되어 왔다. 몇몇 예술가들은 그 용어를 다시 정의 했었다. 일부는 장르 진화의 새로운 단계로서 스타일을 옹호해왔다.

## 스타일 및 어원
"멈블 랩(Mumble rap)"이라는 용어는 2014년 블라드에 의해 처음 사용되었다. TV 배틀 랩 저널리스트 마이클 휴즈는 배틀 랩퍼인 로드 럭스(Loaded Lux)와의 인터뷰에서 이 스타일이 주류 힙합에서 등장했다고 말했다. 누가 그런 스타일의 랩을 처음 했는지에 대해서는 의견이 분분하다. 하지만 이 곡은 구찌 메인, 치프 키프, 그리고 2011년 싱글 "Tony Montana"가 첫 번째 멈블 랩 곡으로 자주 인용되는 퓨처와 같은 래퍼들에 의해 만들어졌다. 그러나, 2011년 10월까지 거슬러 올라가는 다른 아티스트들의 더 오래된 발매물들도 있다. 이 용어는 처음에 가사가 불분명한 래퍼들을 묘사하기 위해 사용되었지만, 레딧 포스터와 유튜브 해설자들이 일반적으로 서정성이나 서정적인 자질에 거의 중점을 두지 않는다고 주장하는 래퍼들을 포함하기 위해 이 용어의 사용이 확장되었다. 일부는 Das EFX와 Fu-Schnickens와 같은 아티스트들이 이 용어가 만들어지기 몇 년 전에 비슷한 스타일로 랩을 했다고 주장한다. "멈블 래퍼"는 마약, 섹스, 돈, 보석, 디자이너의 옷, 그리고 파티에 대해 이야기하는 경향이 있다. "멍텅구리 래퍼"라는 레이블이 붙은 래퍼들은 또한 "ye" 플로우를 사용하는 경향이 있는데, 여기서 그들은 "ye", "ye", "uh"와 같은 단어들을 가사의 시작이나 끝에 추가한다.
"멈블 랩"은 거의 전적으로 아티스트의 가사에 대한 경멸적인 용어로 사용된다. 카디널 타임즈의 오스카 해럴드는 퓨처와 같은 래퍼들이 웅얼거리기보다는 팝 멜로디와 오토튠과 같은 보컬 효과에 더 의존한다고 주장하면서 "멈블 랩"은 오해를 불러일으킨다고 말했다. 더 링거(The Ringer)의 스태프 라이터인 저스틴 캐라티(Justin Charity)는 이 용어는 불필요하게 축소적이며 사실 한 가지 특정한 유형의 랩을 지칭하지 않는다고 주장한다. 그는 하위 장르에 대한 대화에서 종종 희생양이 된 많은 예술가들이 실제로 "용어가 유용한 하위 분류가 아니다"라는 것은 "용어가 유용한 하위 분류가 아니라는 빨간 깃발"라고 주장했다.
몇몇 래퍼들이 중얼거리는 래퍼인지 아닌지에 대해 논쟁이 있다. 또한 mumble/SoundCloud 랩과 트랩 및 클라우드 랩과 같은 다른 신세대 주도의 진화 또는 틈새 시장 간에도 혼동이 있다. 클리블랜드 플레인 딜러(Cleveland Plain Dealer)의 트로이 L. 스미스는 21 새비지가 부당하게 말괄량이 래퍼로 분류된다고 썼다.

## 사운드클라우드 힙합 씬에서

사운드클라우드 로고

2017년 뉴욕 타임즈의 음악 평론가 존 카라마니카(Jon Caramanica)는 사운드클라우드 랩이 "지난 1년 동안 힙합에서 가장 중요하고 파괴적인 새로운 운동이 되었다"고 평했다. 알라모 레코드의 설립자인 토드 모스코비츠는 이 장면을 심하게 왜곡된 베이스와 의도적으로 사운드에 광택이 없는 것에 주목하며 "로피 운동"이라고 불렀다. 스키 마스크 더 슬럼프 갓은 이 장르의 로파이 사운드와 녹음 기술에 대해 언급했을 때, "그것은 최악의 녹음 장치 같았지만, 당신은 그것을 어디서든 설치할 수 있었고, 그것은 우리가 하고 있던 파도였다. 그 왜곡이라는 원초적인 에너지는 우리의 전문 분야이며 우리는 그것을 우리에게 유리하게 사용했습니다." 스핀(Spin)은 사운드클라우드 회사가 재무 문제를 개선하기 위해 사운드클라우드 랩의 인기를 활용할 수 없었다고 언급했다.2019년 1월, 롤링 스톤지의 스티븐 위트(Stephen Witt)는 2017년 릴 핍과 2018년 XXX텐타시온의 사망, 릴 젠의 재활 치료 참여, 6ix9ine의 법적 문제를 언급하며 지난 몇 년간의 사운드클라우드 랩 열풍이 현재 쇠퇴하고 있다고 주장했다. 주스 월드의 죽음은 사운드클라우드 랩의 죽음으로 묘사된다.

## 반응

### 평론
멈블 랩에 불만을 표출한 래퍼로는 제이 콜, 홉신, 크리스 웨비, 로직, 러스, 조이너 루카스, 에미넴이 있다. 에미넴은 자신의 앨범 카미카제에서 Royce da 5'9"의 노래 "Caterpillar"에서 "붐뱁이 다시 멈블 랩으로 돌아온다"고 선언한 후 다수의 "멈블 래퍼"를 비판했다. 에미넴의 디스곡 〈Killshot〉은 머신건 켈리(Machine Gun Kelly)를 타겟으로 한 곡으로, 그가 켈리를 경멸적으로 랩퍼라고 부르는 대사를 포함했다. 유명한 랩 아티스트 피트 록 (Pete Rock)은 힙합 전통을 버린 스타일을 두드러지게 비판했다. 음악 평론가 로버트 크리스트가우(obert Christgau에) 따르면. "사운드클라우드 랩은 적어도 성차별적인 수사로 다른 종류의 힙합과 마찬가지로 고통받고 있다."라고 말했다.

### 극찬
그 스타일을 변호하기 위해, 더 링거(The Ringer)의 저스틴 채리티(Justin Charity)는 그 토론이 "젊은 음악가 세대가 어떻게 그들의 목소리를 낯설고 전례가 없는 방식으로 사용하기를 선택했는지에 대한 불편함과 그들의 부모와 조상의 희망에 반하는 것에 관한 것이다."라고 제안했다.가디언지(The Guardian)는 이 스타일을 펑크의 첫 번째 웨이브와 비교하며, "소닉의 단순성, 통쾌한 언니티, 그리고 위반감"을 공유한다고 언급했다. 더 바이브는 멈블 랩을 재즈 산란뿐만 아니라 초기 형태의 힙합과 연결시켰다. 더 컨버세이션(The Conversation)에서 아담 드 파어-에반스(Adam de Paor-Evans)는 중얼거리는 랩이 게으름의 반영이라는 생각에 이의를 제기하며 대신 현대 문화생활의 즉각성과 속도에서 비롯되는 지루함의 정확한 반영이라고 제안했다.레드불 뮤직 아카데미(Red Bull Music Academy)는 "사운드 클라우드랩, 이모 랩, 멈블 랩이라는 딱지가 어떻게 붙여지든 한 가지는 확실하다. 이 랩퍼들은 랩이 무엇인지, 누구를 위한 것인지, 그리고 그것이 어떻게 배포되는지에 대한 경계를 다시 한번 밀어내며 새로운 길을 개척하고 있다."라고 말했다.

이 랩의 선구자 그랜드마스터 케이즈(Grandmaster Caz)는 "다 좋다... 그들은 다른 세대이고, 다른 일을 하고, 다른 목표를 가지고 있으며, 그들의 영향력은 다른 곳에서 옵니다."라고 말했다. 펑크 음악의 선구자 조지 클린턴(Parliament-Funkadelic)은 스스로를 멈블 랩의 청취자라고 선언하며, "우리는 여러분의 신경을 건드리는 어떤 새로운 음악에도 주의를 기울이려고 노력한다"고 말했다. 팟캐스터이자 텔레비전 진행자인 더 키드 메로(The Kid Mero )는 "소성적으로 네 똥이 이상하다면 내가 왜 네 말을 들어야 하니?"라고 말하며 스타일에 대한 비판을 일축했다. 만약 내가 음악을 틀고 비트가 좀 거슬린다면, 난 그냥 네가 "서정적이고, 형이상학적, 현실적"이라고 말하는 걸 듣기 위해 가만히 있지 않을 거야."라고 말했다.

## 같이 볼 것
- Asemic writing
- 얼터너티브 힙합
- 애틀랜타 힙합
- 시카고 힙합
- 클라우드 랩
- Crunkcore
- 이모 랩
- Footwork
- 힙합 장르 리스트
- List of mumble rap artists
- 멤피스 랩
- Mexican hip hop
- Romany hip hop
- Scat singing
- 서던 힙합
- 트랩 음악
- Weird SoundCloud

## 같이 보기
- 얼터너티브 힙합
- 클라우드 랩
- 드릴 음악
- 이모 랩
- 호러코어
- 힙합 장르 목록
- 멤피스 랩
- 스캣
- 서던 힙합
- 트랩 음악